# چاسلاوسکا ۲۶۹۸۶
سیارک ۲۶۹۸۶ (به انگلیسی: 26986 Caslavska، نامگذاری:1997VC5) بیست و شش هزار و نهصد و هشتاد و ششمین سیارک کشف شده‌است که در ۴ نوامبر ۱۹۹۷ کشف شد.